# Handball-Bundesliga (Frauen) 1975/76
Die Saison 1975/76 der Frauen-Handball-Bundesliga ist die erste in ihrer Geschichte, die nach dem neuen Modus ausgetragen wurde. 16 Mannschaften spielten in zwei Staffeln um die deutsche Meisterschaft. Meister wurde TuS Eintracht Minden. Den DHB-Pokal gewann der TSV Guts Muths Berlin.

## Staffel Nord

### Abschlusstabelle
| Pl. | Verein                   | Sp. | S  | U | N  | Tore      | Diff. | Punkte  |
| --- | ------------------------ | --- | -- | - | -- | --------- | ----- | ------- |
| 1.  | Bayer 04 Leverkusen      | 14  | 12 | 2 | 0  | 0184:1140 | +70   | 026:20  |
| 2.  | TuS Eintracht Minden (M) | 14  | 9  | 0 | 5  | 0164:1330 | +31   | 018:100 |
| 3.  | UTG Witten               | 14  | 7  | 2 | 5  | 0156:1240 | +32   | 016:120 |
| 4.  | SV Rot-Weiß Kiebitzreihe | 14  | 8  | 0 | 6  | 0135:1130 | +22   | 016:120 |
| 5.  | OSC Berlin               | 14  | 6  | 2 | 6  | 0133:1490 | −16   | 014:140 |
| 6.  | Holstein Kiel            | 14  | 5  | 1 | 8  | 0110:1320 | −22   | 011:170 |
| 7.  | Polizei SV Osnabrück     | 14  | 3  | 4 | 7  | 0106:1620 | −56   | 010:180 |
| 8.  | SC Germania List         | 14  | 0  | 1 | 13 | 0100:1610 | −61   | 01:270  |

Absteiger in die Regionalligen: Polizei SV Osnabrück und SC Germania List.

Aufsteiger aus den Regionalligen: Pulheimer SC, Reinickendorfer Füchse und Union 03 Altona.

## Staffel Süd

### Abschlusstabelle
| Pl. | Verein                   | Sp. | S  | U | N  | Tore      | Diff. | Punkte  |
| --- | ------------------------ | --- | -- | - | -- | --------- | ----- | ------- |
| 1.  | TSV GutsMuths Berlin (P) | 14  | 12 | 1 | 1  | 0184:1030 | +81   | 025:30  |
| 2.  | TSV Rot-Weiß Auerbach    | 14  | 8  | 3 | 3  | 0137:880  | +49   | 019:90  |
| 3.  | Südwest Ludwigshafen     | 14  | 7  | 2 | 5  | 0112:1270 | −15   | 016:120 |
| 4.  | FC Bayern München        | 14  | 6  | 2 | 6  | 0142:1500 | −8    | 014:140 |
| 5.  | VfR Mannheim             | 14  | 5  | 3 | 6  | 0119:1180 | +1    | 013:150 |
| 6.  | PSV Grünweiß Frankfurt   | 14  | 5  | 3 | 6  | 097:1090  | −12   | 013:150 |
| 7.  | 1. FC Nürnberg           | 14  | 5  | 2 | 7  | 0108:1190 | −11   | 012:160 |
| 8.  | Post SV Karlsruhe        | 14  | 0  | 0 | 14 | 099:1840  | −85   | 00:280  |

Absteiger in die Regionalligen: 1. FC Nürnberg und Post SV Karlsruhe.

Aufsteiger aus den Regionalligen: DJK Würzburg und SV St. Ingbert.

## Endrunde um die deutsche Meisterschaft

### Halbfinale
|                       | Gesamt |                      | Hinspiel | Rückspiel |
| --------------------- | ------ | -------------------- | -------- | --------- |
| TSV Rot-Weiß Auerbach | 11:21  | Bayer 04 Leverkusen  | 7:10     | 4:11      |
| TuS Eintracht Minden  | 24:22  | TSV GutsMuths Berlin | 12:8     | 12:14     |

### Finale
| Datum      |                      | Ergebnis |                     |
| ---------- | -------------------- | -------- | ------------------- |
| 11.04.1976 | TuS Eintracht Minden | 12:10    | Bayer 04 Leverkusen |

## Entscheidungen
|     | Deutscher Meister                     |
|     | Absteiger in die Regionalliga         |
| (M) | Meister der letzten Saison            |
| (P) | Pokalsieger der letzten Saison        |
| (N) | Neuling/Aufsteiger der letzten Saison |